# 勒伯加尼鄉
46°45′N 22°14′E / 46.750°N 22.233°E
勒伯加尼鄉（羅馬尼亞語：Comuna Răbăgani, Bihor），是羅馬尼亞的鄉份，位於該國西北部，由比霍爾縣負責管轄，面積25平方公里，海拔高度139米，2007年人口2,117，人口密度每平方公里86人。